# Smedberg
För andra betydelser, se Smedberg (olika betydelser).
Smedberg var från 1903 till 1975 en järnvägsstation vid Bohusbanan, belägen mellan Munkedal och Dingle, 68 km från Strömstad och 25 km från Uddevalla. Vid Smedberg anslöt Lysekilsbanan till Bohusbanan. Numera ingår Smedberg i Munkedals driftplats.
Stationen har fått sitt namn efter gården Smedberg omkring 500 meter därifrån. Det har aldrig uppstått någon bebyggelse i närheten.